# Montagut (Palamós)
El Montagut és una muntanya de 266 metres que es troba entre els municipis de Palamós i Vall-llobrega, a la comarca catalana del Baix Empordà.
Molt a prop del mateix puig s'hi troba el Dolmen de Montagut, que només conserva 3 lloses en el seu estat original i les restes del que havia estat el túmul que el cobria.